# Kostaryka na Letnich Igrzyskach Olimpijskich Młodzieży 2010
Kostarykę na Letnich Igrzyskach Olimpijskich Młodzieży w Singapurze w 2010 reprezentować będzie 5 sportowców w 5 dyscyplinach.

## Skład kadry

### Judo
- Andrea Guillén Vargas

### Lekkoatletyka
- Gerald Drummond Hernández

### Pływanie
- Dayana Castro Jiménez

### Szermierka
- Julián Godoy Echeverry

### Triathlon
- Gabriel Zumbado Vargas